# Peter Salicath
Peter Gottmann Henrik Ludvig Salicath (23. januar 1794 på gården Skovlyst ved Hillerød – 31. december 1864 i København) var en dansk højesteretsadvokat.
Han var en søn af holzførster og landvæsenskommissær Johan Frederik Salicath (1748 - 19. december 1795) og Anna Marie Lidemark født Sælboe (1760 - 13. april 1816). Han dimitteredes 1811 fra Frederiksborg lærde Skole, tog 1815 juridisk embedseksamen, blev 1817 prokurator ved Landsover- samt Hof- og Stadsretten, 1821 højesteretsadvokat og 1839 tillige søkrigsprokurør. Desuden var han i kortere eller længere tid fra 1839 medlem af direktionen for Bombebøssen, fra 1846 af Det Sjællandske Jernbaneselskabs centralkomité og fra 1851 af Centralkassens lovkomité. 1834 valgtes han til 1. stændersuppleant for København og mødte i denne egenskab ved stænderforsamlingerne i Roskilde 1835-40, hvor han spillede en ret fremragende rolle; men han trak sig derefter tilbage fra umiddelbar deltagelse i det politiske liv, da den følgende tids stærke frihedsbevægelse ikke harmonerede med hans konservative anskuelser. Disse i forbindelse med den store anseelse, han nød som advokat, bevirkede, at han 1855 i den store rigsretsaktion imod det ørstedske ministerium beskikkedes til defensor for ministrene Bille, Hansen og Ørsted, hvis sag han forsvarede med overlegen dygtighed. Som nær ven af A.S. Ørsted var han medstifter af A.S. Ørsted Prismedalje Legatet.
Blandt hans skrifter var: Oplysninger og Bemærkninger ved Hof- og Stads-Rettens Dom af 26. Marts 1838 i Sagen: Hofagent og Hofvexeleer S. W. Heilbuth contra Justitsraad og Høiesterets-Advokat Salicath, meddeelte af Sidstnævnte, 1838, "Sorg og Trøst" ved Kong Frederik VIs Død, 1839, og Christian den Ottende. Mindeblade om hans Person, Regjering og Død, udgivet anonymt 1848.
1832 var han blevet justitsråd, 1841 etatsråd, 1846 Ridder af Dannebrog, og han døde 31. december 1864 i København. Han er begravet på Holmens Kirkegård.
18. november 1819 ægtede han Frederikke Christiane Beyer (7. oktober 1798 i København - 10. april 1876 på Frederiksberg), datter af sukkerraffinadør, kammerråd Hans Petri Beyer (1717-1812) og Elisabeth Esmith født Aarøe (1760-1806).
Der findes et portrætmaleri i Højesteret og et maleri af C.A. Jensen fra 1828. Miniaturemaleri. Fotografi af E. Lange (Det Kongelige Bibliotek).